# Rockmusik

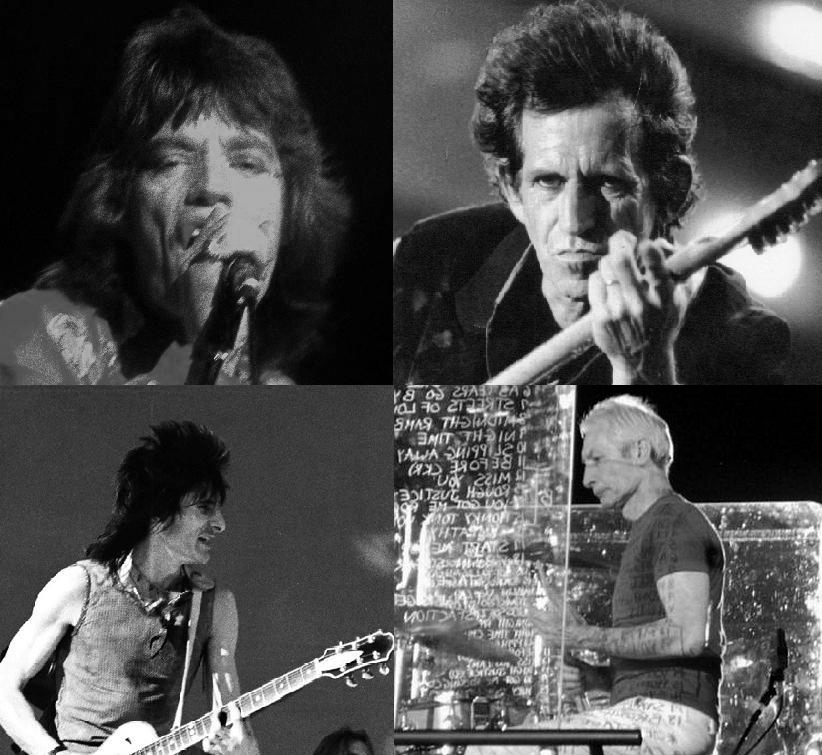
The Rolling Stones, eine der ersten großen Rockbands

Rockmusik, kurz auch Rock, dient als Oberbegriff für Musikrichtungen, die sich seit Ende der 1960er Jahre aus der Vermischung des Rock ’n’ Roll der späten 1950er- und frühen 1960er-Jahre mit anderen Musikstilen wie z. B. Beatmusik und Blues entwickelt haben. Ein wesentliches Merkmal ist die insbesondere bei Konzerten durch oftmals hohe Lautstärken bewirkte physische Präsenz des Sounds.

## Geschichte
Viele Genres innerhalb der Rockmusik werden mit einzelnen Jugendkulturen identifiziert. Rockstars, die zuerst von Elvis Presley, später von den Bands The Beatles, The Rolling Stones und in der Folge von immer neuen Protagonisten und Gruppen personifiziert wurden, lösten den Hollywood-Star als Identifikationsfigur ab. 
Tragbare Plattenspieler sowie Transistor- und Autoradios machten es möglich, sich mit der Musik permanent zu umgeben und sie überall mit hinzunehmen. Allein die physische Präsenz des Sounds dient als Abgrenzung zu anderen Generationen und angepassten Jugendgruppierungen. Neben der eigentlichen Musik spielt aber auch die Peripherie eine wichtige Rolle. Mit dem Plattencover in der Hand, gekleidet wie der Star und umgeben von den Postern mit den berühmten Posen, Show- oder Tanzdarbietungen wurde Rockkultur auf eine neue Art im Jugendzimmer präsent.

### 1950er Jahre

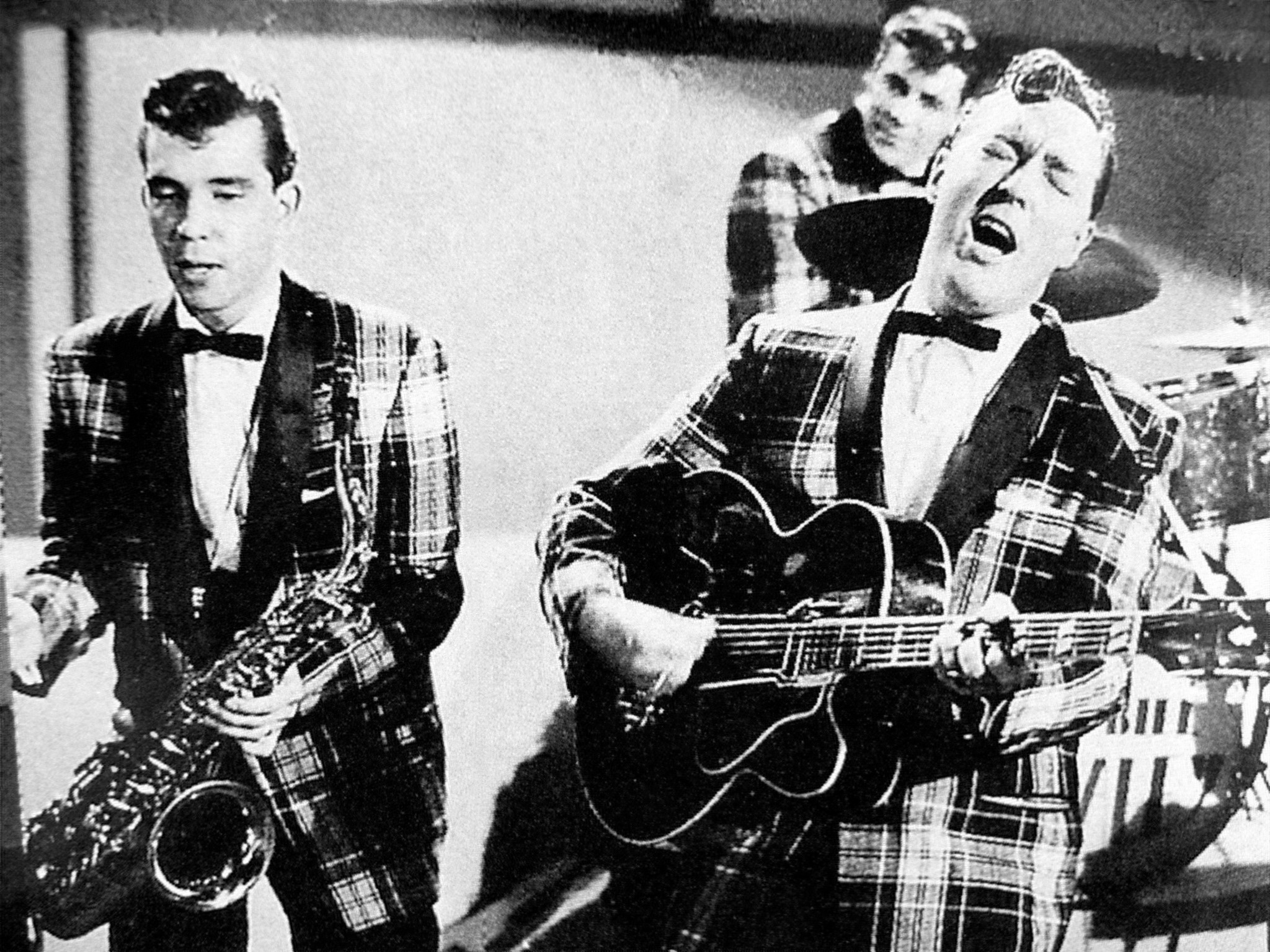
Die Rock-’n’-Roll-Band Bill Haley & His Comets

Die Rockmusik geht auf den Rock ’n’ Roll zurück, der seinerseits aus der Verbindung von Country-Musik und Rhythm and Blues entstand. Bill Haleys Schallplatte Rock Around the Clock vom 12. April 1954 verhalf dem Rock ’n’ Roll international zum Durchbruch. Bekannteste Vertreter des Rock ’n’ Roll in den 1950er Jahren waren Elvis Presley, Jerry Lee Lewis, Little Richard und Buddy Holly. In dieser Zeit etablierte vor allem Chuck Berry die Gitarre als neues Lead-Instrument und verdrängte mit ihr das vorher gebräuchliche Saxophon.

Seit den 50er Jahren und in den frühen 60er Jahren musste um die neue Musikrichtung, die ohne ihre elektrische Verstärkung undenkbar gewesen wäre, eine gänzlich neue Peripherie von technischen Gegenständen erfunden werden. Der Tüftler Leo Fender erfand mit der Telecaster 1950 die erste massive Solidbody-E-Gitarre, die das lästige Feedback verminderte, das bei Gitarren mit Vollresonanzkörper beständig aufgetreten war. 1951 setzte er mit dem ersten E-Bass (Fender-Bass) einen weiteren Maßstab. Gibson zog 1952 schnell mit den Les-Paul- und 1961 mit den einfacheren SG-Modellen nach. 
Jim Marshall sorgte ab 1962 mit seinen im englischen Harnwell produzierten Verstärkern und Boxen für die nötige Lautstärke. Ernie Ball ersetzte die bis dahin behelfsmäßig benutzten Banjo-Saiten durch dünnere, leichter zu spielende Exemplare, die nun speziell für E-Gitarren und Bässe produziert wurden. Eine weitere Erfindung von Ball, selbst Gitarrist, waren seine „Slinky“-Saitensätze von „extra“ (08–38) bis „not even Slinky“ (12–56), die die unterschiedlichsten Vorlieben und Gewohnheiten bedienten. Fender, Marshall, Gibson und Ball arbeiteten alle eng mit verschiedenen Gitarristen wie Pete Townshend, Ritchie Blackmore und Jimi Hendrix zusammen, um mit ihnen neue und verbesserte Produkte weiterzuentwickeln.

### 1960er Jahre

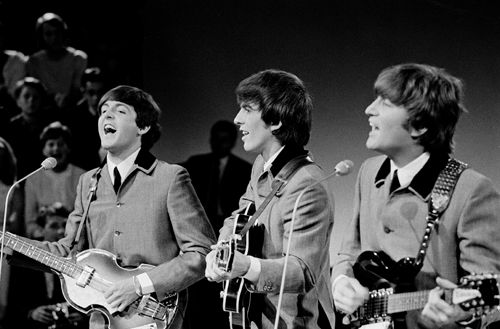
Die Beatband The Beatles

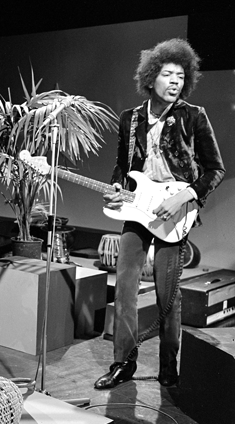
Der Rockgitarrist Jimi Hendrix

Der Rock ’n’ Roll wurde in den 1960er Jahren in England stilistisch verändert. Die Beatband The Beatles und die stark vom Blues beeinflusste Band The Rolling Stones gelten als wichtige Wegbereiter und Vorläufer der Rockmusik. Hier ging die erste Genre-Aufsplitterung vonstatten, die später charakteristisch für die Rockszene wurde: Auf der einen Seite standen die Beatles mit ihrer Beatmusik, die in Anzügen mit Krawatte auftraten und eher melodische Songs spielten, und auf der anderen Seite die Rolling Stones, die durch einen eher rauen Sound auffielen. Die Zeitschrift Rolling Stone bezeichnet den Titel (I Can’t Get No) Satisfaction der Rolling Stones als die eigentliche Geburtsstunde des Rock. Gemeinsam mit den Kinks lösten diese Bands in den USA die so genannte British Invasion aus. 
Eine große Rolle in der Londoner Bluesszene spielten außerdem die Yardbirds, die erst Eric Clapton als Leadgitarristen verpflichteten, der dann von Jeff Beck und Jimmy Page ersetzt wurde. John Mayall and the Bluesbreakers hatten eine ähnliche Rolle. Während John Mayall von Alexis Korner, der als Ziehvater der Rolling Stones gilt und als Urzelle der britischen Bluesbewegung, zur Gründung der Band inspiriert wurde, nahm 1967 an der Leadgitarre der spätere Stones-Gitarrist Mick Taylor den Platz von Peter Green ein, als dieser Fleetwood Mac gründete. Davor hatte Clapton diesen Job gemacht, bevor er mit Cream die erste Supergroup ins Leben rief.
Durch das Auftreten von Bands wie The Who oder The Jimi Hendrix Experience begann Mitte der 1960er Jahre eine Phase der technisch anspruchsvolleren Themen in der Rockmusik Einzug zu halten. Cream etablierte in dieser Zeit unter anderem ausgedehnte Rock-Improvisationen und beeinflusste zeitweilig viele Rockbands, u. a. Led Zeppelin, Deep Purple und die Jeff Beck Group.
Mit den Konzeptalben Tommy von The Who, Sgt. Peppers Lonely Heart Club Band von den Beatles, Pet Sounds von den Beach Boys und Disreali Gears von Cream überflügelte die Langspielplatte, die nun vom Coverdesign über die dramaturgische Songreihenfolge bis zum Erzählen einer komplexen Geschichte als Gesamtwerk betrachtet wurde, die  Single in ihrer Bedeutung. Ein Höhepunkt dieser Entwicklung lässt sich in den Alben von Led Zeppelin erkennen, die sich weigerten, Singles auszukoppeln oder sehr unkommerzielle Stücke wie Whole Lotta Love auswählten oder ein Album veröffentlichten, auf dem weder der Bandname noch ein Albumtitel zu lesen waren. Bei Sgt. Pepper und Pet Sounds loteten die Beatles und die Beach Boys die Möglichkeiten des Studios aus und nahmen Tierstimmen und Alltagsgeräusche auf.
Parallel zur Emanzipation der Langspielplatte von der Single entwickelte sich ab Mitte der 60er-Jahre auch eine völlig neuartige Behandlung der Plattenhüllen, die es so noch in keinem Musikgenre gegeben hat. Bei Blue Note Records hatten die Grafiker Paul Bacon und Julian Alberts zwar für den Jazz schon Pionierarbeit geleistet, doch nun entstand geradezu eine eigene Kunstform, die keinerlei Beschränkungen duldete und für die sich insbesondere Klaus Voormann und Peter Blake für die Beatles, Storm Thorgerson für Pink Floyd, AC/DC und Led Zeppelin sowie Doug Johnson für Tina Turner oder Judas Priest verdient machten. In diesem Zusammenhang wurde es ebenfalls üblich, für jede Band ein eigenes Bandlogo zu entwerfen. Hier erlangte Gerard Huerta mit seiner ikonischen Marke für AC/DC Berühmtheit, er gestaltete aber auch Schriftzüge für Boston und Blue Oyster Cult.
Elementarer Bestandteil der Rockmusik der zweiten Hälfte der 1960er-Jahre war die Psychedelic- und West-Coast-Szene. In San Francisco wurden Bands wie Quicksilver Messenger Service, Jefferson Airplane und Grateful Dead bekannt. In ausufernden Improvisationen auf happeningartigen Konzerten zelebrierten sie vor Zuschauern ihre Stücke in Überlänge, für deren Genuss der Konsum von Drogen eine wichtige Rolle spielte. Versprechen und Hybris dieser Ära blitzten in den zwei großen Festivals des Jahres 1969 auf. Während in Woodstock die Utopie einer neuen Gesellschaft gefeiert wurde, fiel dieser Traum nach dem Tod von Meredith Hunter während des Auftritts der Rolling Stones beim Altamont Free Concert wieder in sich zusammen.
Wie beinahe alle neuen Musikrichtungen war auch die Rockmusik in ihrer Anfangszeit stark umstritten. Das Auftreten der Protagonisten mit langem Haar und obszöner, lauter Musik galt als skandalös. Einzelne Vertreter des Establishments versuchten, die Szene in eine satanistische Ecke zu drängen. Doch gerade diese Ablehnung trug wesentlich dazu bei, der Rockszene den Status des Rebellischen und Revolutionären zu geben, den sie bis in die 1970er Jahre behielt und der seinen Höhepunkt in der Friedensbewegung gegen den Vietnamkrieg fand. 
Rockmusik und Hippie-Szene sind hier fest miteinander verbunden. Eine große Rolle spielte die Folk-orientierte Rockmusik, wie sie z. B. von Bob Dylan, Crosby, Stills & Nash (& Young) und Creedence Clearwater Revival gespielt wurde und die mit dem politischen Protest Song identifiziert werden kann. Eine gute Darstellung der damaligen Verhältnisse findet sich im Musical Hair, das vom Widerstand junger Amerikaner aus dem Umfeld der Hippie-Szene gegen den Vietnamkrieg handelt.
Die Zahl der erfolgreichen Rockmusiker stieg Ende der 1960er Jahre rasant an. Dies führte zwangsläufig zu einer immer stärkeren Aufsplitterung der Szene in eine Vielzahl von Untergenres, eine Entwicklung, die dazu führte, dass bald jede Band mit einem individuellen Klangbild sofort ein eigenes Genre für sich beanspruchte. Dieser Vorgang wurde von der Musikindustrie gefördert, die aus marketingtechnischen Gründen daran Interesse hatte. Abseits der Hippie-Szene entwickelten sich aus der ebenfalls in diesem Jahrzehnt aufblühenden Experimentalmusik, wie beispielsweise den Klangexperimenten der Gruppe The Velvet Underground, bereits die ersten Punkbands, die heute meist dem Genre Protopunk zugeordnet werden.

### 1970er Jahre

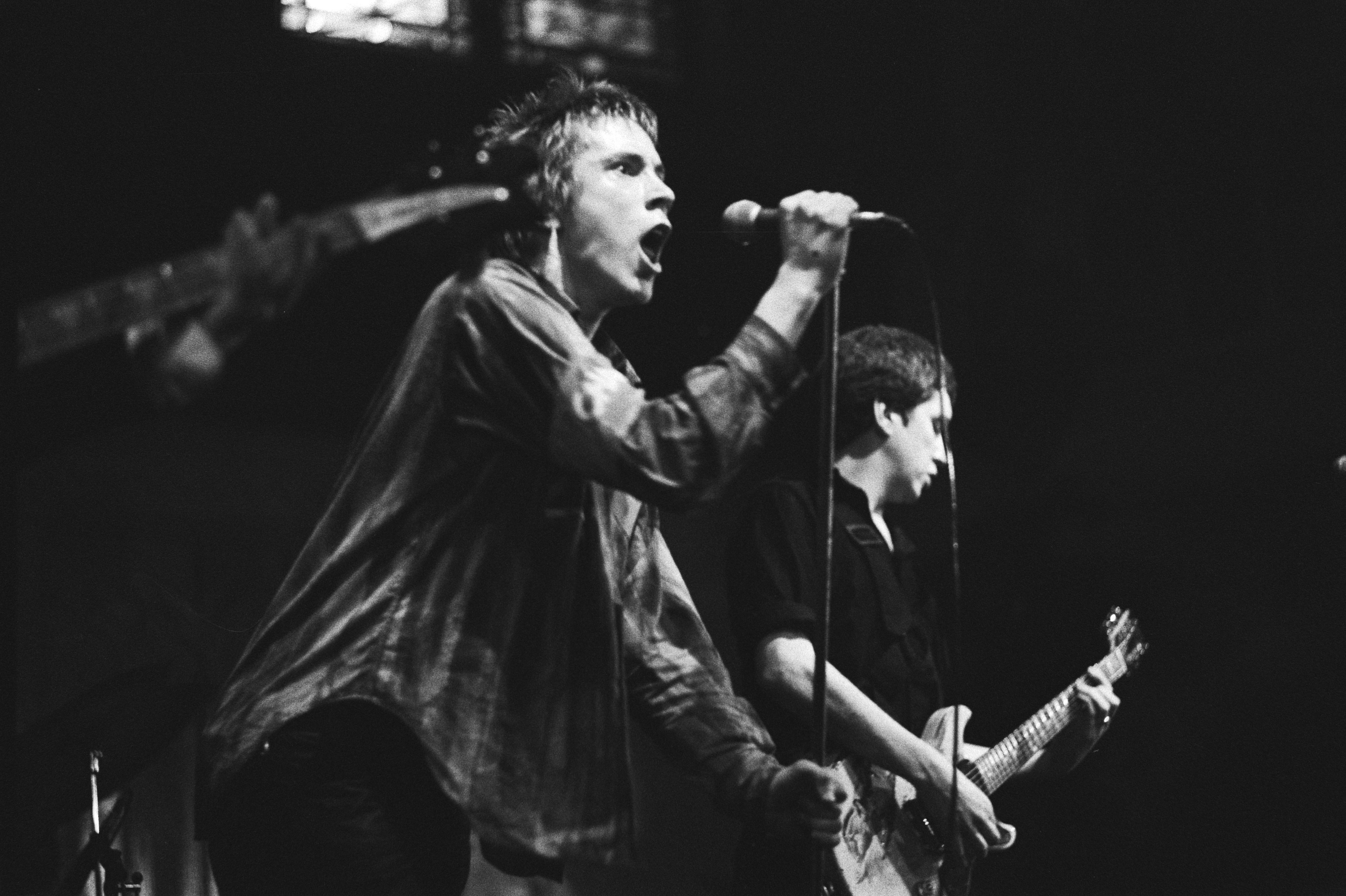
Die Punk-Band Sex Pistols

Als Weiterentwicklung der sexuellen Befreiung der späten Sechziger ist der Glamrock zu verstehen, eine Mischung aus Hardrock und Popmusik, der sich durch eine futuristische, androgyne Ästhetik ausdrückte. Besonders populär waren britische Bands wie The Sweet, Slade oder T. Rex, und auch David Bowie und Queen hatten hier ihre Wurzeln. Parallel hatte der Hard Rock, aus dem sich später Metal entwickelte, eine Hochphase. Wegbereiter hier waren vor allem Deep Purple und Led Zeppelin.
Eine weitere Hauptrichtung der frühen 1970er Jahre war ein künstlerischer Ansatz, der sich aus dem Psychedelic Rock entwickelte, aber auch Elemente aus klassischer Musik, neuer Musik, Jazz oder Folk aufgriff und sich in den Genres Artrock und Progressive Rock manifestierte. Wichtige Vertreter waren Pink Floyd, Genesis, Yes, Emerson, Lake and Palmer und Jethro Tull.
Bis in die Mitte der Siebziger etablierte und kommerzialisierte sich das Genre weiter und wurde zum „Stadionrock“, eine Entwicklung, die unter anderem von den Eagles und Led Zeppelin revolutioniert und perfektioniert wurde. Ausgedehnte Tourneen, die große Stadien quer über den ganzen Erdball füllten, endlose Armeen von Stagehands, Toningenieuren und Roadies, ausgefeilte Lightshows, enorme Mengen an Trockeneis, Lasern, Monitorboxen und Verstärkern, die mit Sattelschleppern transportiert wurden, prägten nun das Bild.
Als Antwort auf diese Entwicklung hin zum Bombast, aber auch als Gegenbewegung zur aufstrebenden Diskomusik und zu dem als friedfertig betrachteten Hippietum entstand im weiteren Verlauf des Jahrzehnts die rebellischere Subkultur des Punk. Vorläufer der Punkbewegung, die noch stark in der klassischen Rockmusik verwurzelt sind, lassen sich bei AC/DC und Motörhead erkennen, die eine Rückkehr und Entschlackung zum einfachen, schnell, pur und schnörkellos gespielten Rock einleiteten. Wichtige Vertreter des Punk waren die Sex Pistols, The Clash und die Ramones. Auch hier waren Elemente anderer Musikrichtungen Grundlage für ein neues Genre, den New Wave. Typisch für die Musik dieser Zeit war die Fusion aus Reggae und Punk, zu hören in der Musik von The Police, Joe Jackson, Elvis Costello oder Fischer-Z. Aber auch Vertreter der Black Music wie Michael Jackson gingen Verbindungen mit Rockmusik ein.
Die fortschreitende Digitalisierung in der Musikproduktion und ein immer stärker werdender Perfektionismus machten die Entstehung von Musikrichtungen jenseits des Rock möglich. Bereits die Avantgardisten des Krautrock wie zum Beispiel Can oder vor allem Kraftwerk hatten ihren Anteil an dieser Entwicklung, indem sie mit ihrer experimentellen Musik den Grundstein für elektronische Popmusik legten.

### 1980er Jahre

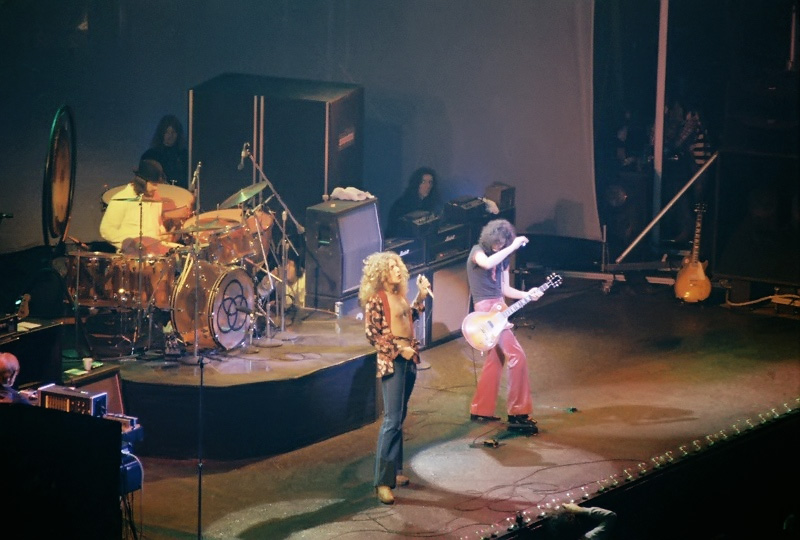
Die Hard-Rock-Band Led Zeppelin

In den 1980ern machten sogenannte Pop-Metal-Bands von sich reden, wie beispielsweise Bon Jovi, Winger und Europe. Diese Gruppen konnten in diesen Jahren große Erfolge verbuchen. Von allen großen Bands dieser Zeit konnten sich nur Bon Jovi ihre Fangemeinde erhalten, die auch heute noch sehr erfolgreich sind und deren Musik sich Ende der 1980er Jahre stilistisch vom typischen U.S.-Hardrock zum Adult Oriented Rock entwickelte.
Nach dem Abebben der kreativen Hochphase des Punks entstand, teilweise auch aus Abgrenzung zu selbigem, zunächst der Post-Punk, der Gruppen wie Joy Division und The Cure hervorbrachte, und eng damit verbunden der sogenannte New Wave. Stilistisch ging es hier nach der Opulenz der 1970er oftmals in eine kühlere, reduziertere Richtung. Dunkle, monotone Gesangsstimmen kamen in Mode. Auch wurde zunehmend mit synthetischen Klangerzeugern gearbeitet, was einen Grundstein für die Entwicklung des Synthpop und der gesamten elektronischen Tanzmusik legte.

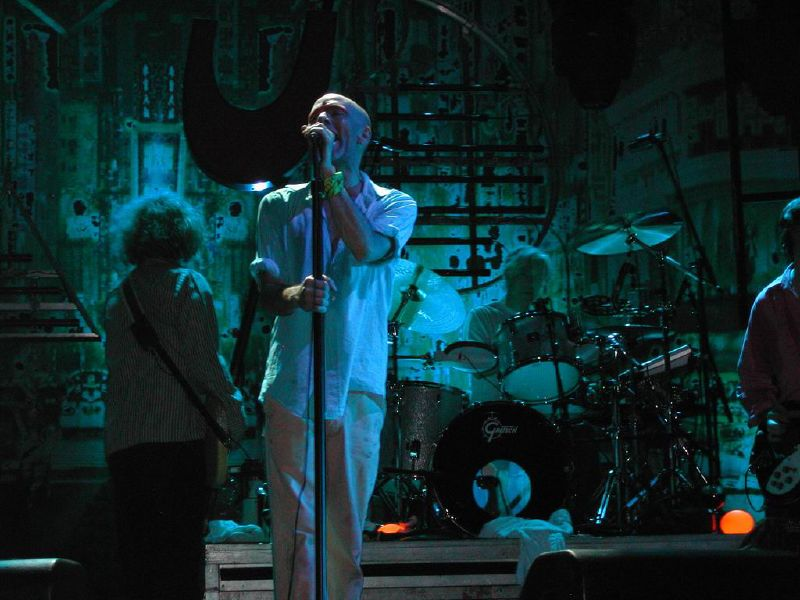
Die Alternative-Rock-Band R.E.M.

Der Unterschied zwischen Pop und Rock wurde in der Folge in den 1980er Jahren sehr forciert, vor allem durch die Independent-Szene, die sich in der Tradition des Punk sah und sich von dem Mainstream der Musikindustrie abzusetzen versuchte. Hier entstand eine vielfältige und große Szene mit vielen Untergenres, die später im Laufe der 1990er Jahre in Alternative überging und als deren wichtigste Vertreter die Pixies und Sonic Youth zu nennen sind. Auch der Heavy Metal erlebte eine Hoch-Zeit durch Gruppen wie Iron Maiden, Motörhead oder Metallica, während der sich eine Vielzahl von Subgenres bildete. An der Schnittstelle zwischen Rock und Pop entstanden viele Bands, die zu den populärsten und kommerziell erfolgreichsten des Jahrzehnts gehörten, zum Beispiel Queen, Joan Jett and the Blackhearts, Big Country, Genesis, Yes, Simple Minds, U2, R.E.M., Van Halen, Whitesnake und The Cure. Das Jahrzehnt beschloss die Band Guns N’ Roses, die 1987 mit ihrem Album Appetite for Destruction und den Hits Paradise City und Sweet Child o’mine zu Megastars wurden. Einen großen Einfluss auf diese letzte Ära der Superstars hatte die Entwicklung des Musikfernsehens. Der Sender MTV, der als Rocksender begann, war in der Lage, mit dem Instrument der Heavy Rotation Bands zu Stars zu machen.
Wie schon im Abschnitt über die Plattenhüllen, die sich in den 60er-Jahren zu einer eigenen Kunstform entwickelt hatten, geschah dies in den späten 80er und 90er Jahren mit dem Musikvideo. Rock war schon immer mehr gewesen als nur reine Musik: Kleidung, Fahrzeuge, eine spezielle Art der Bewegungen, fast artistisch anmutende Bühnenshows und ausgefeiltes Grafikdesign für Platten und Logos waren stets Teil der Gesamterscheinung gewesen – und nun kam der musikalisch untermalte Kurzfilm, der auf eigenen Musiksendern, wie MTV und später Viva, in Schleife gesendet wurde, dazu. Zu nennen wären die bahnbrechenden Videos für Queen, Dire Straits, Genesis und Michael Jackson sowie die Arbeiten der Regisseure Chris Cunningham mit seinem eigenwilligen Stil und Michel Gondry für Beck, die Rolling Stones, die White Stripes, Radiohead und die Foo Fighters.

### 1990er Jahre

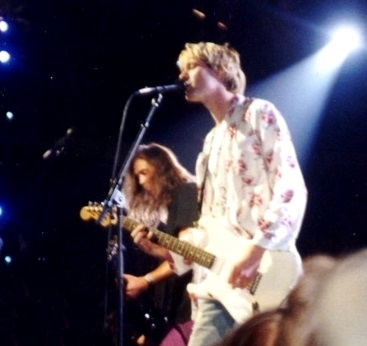
Die Grunge-Band Nirvana

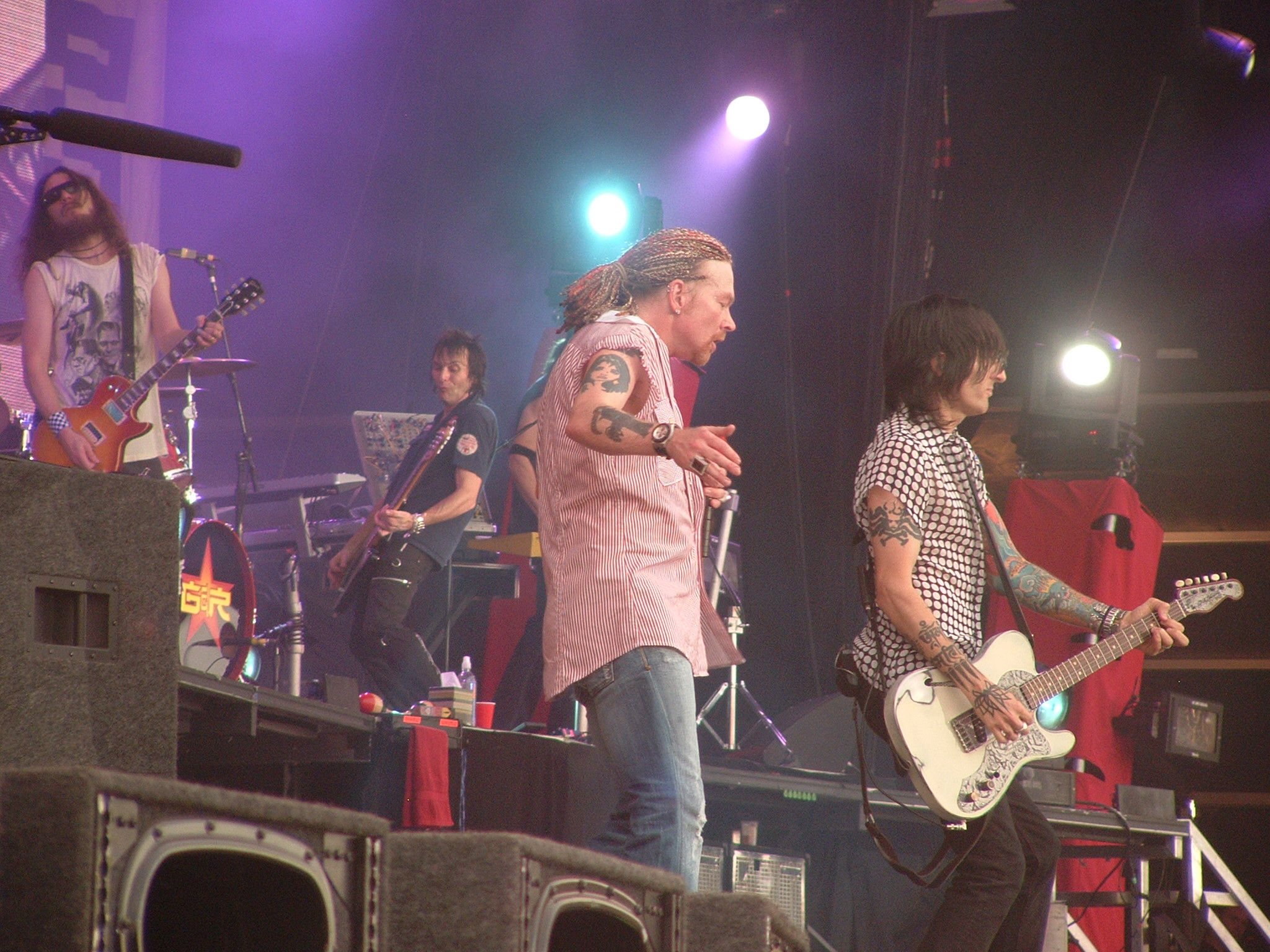
Die Hard-Rock-Gruppe Guns N’ Roses

Anfang der 1990er Jahre erlebte die Rockmusik dann einen unerwarteten Schub durch den Erfolg der US-Grunge-Band Nirvana, die nach dem Experimentieren und Digitalisieren der 1980er Jahre wieder musikalisch simplere Musik spielte und die gesamte Alternative-Szene der 1990er nachhaltig prägte. Im Zuge der Popularisierung des Grunge erzielten auch Bands wie Soundgarden, Pearl Jam und The Smashing Pumpkins große kommerzielle Erfolge. Mit dem Tod des Nirvana-Sängers Kurt Cobain verlor Grunge enorm an Popularität und wurde wieder zu einem Underground-Genre, wenngleich Pearl Jam und die Melvins bis ins neue Jahrtausend mit Erfolg weitere Platten veröffentlichten und auf Tour gingen. Eine Variante des Grunge war die feministische Riot-Grrrl-Bewegung um Bands wie Bikini Kill, Hole und Babes in Toyland, die ähnlich wie Kurt Cobain die Dominanz männlichen Superrockstartums im Stil von Axl Rose mit seinen Machoposen zu durchbrechen versuchten. Trotzdem konnten Guns N’ Roses auch Anfang 1990 mit ihrer Use Your Illusion Tour weltweit weiterhin für Aufsehen sorgen und gehörten somit zu den wenigen älteren Rockbands, die trotz des massiven Einflusses des Grunge in den 1990ern enorme Erfolge verbuchen konnten.
Zu Beginn des Jahrzehnts traten auch erste Crossover-Bands in Erscheinung. Rage Against the Machine, Incubus und vor allem die Red Hot Chili Peppers erlangten große Popularität. Skatepunk popularisierte Bezüge zwischen Musik, Trend- und Extremsportarten sowie dem zugehörigen Lebensstil. 1994 entstand eine Neopunk-Welle, die durch Alben wie Green Days Dookie ausgelöst wurde. In diesem Zusammenhang wurden auch Bands wie NOFX, Rancid, Bad Religion und The Offspring einer breiteren Masse bekannt. Viele dieser Bands werden dem Pop-Punk zugerechnet. Ebenfalls den härteren Subgenres des Rock zuzurechnen ist der Anfang der Neunziger von den Bands Kyuss und den Nachfolgegruppen Queens of the Stone Age und Fu Manchu sowie Monster Magnet etablierte Stoner oder Desert Rock. Langsamere Rhythmen, tiefergestimmte Gitarren – zum Teil über Bassverstärker gespielt – und der unüberhörbare Einfluss von Black Sabbath prägten diesen Stil, der bis in die Gegenwart von Clutch, Pontiak und den Truckfighters gespielt wird.
Mitte der 1990er Jahre brach schließlich der Britpop die Dominanz des US-amerikanischen Grunge und Alternative Rock. Jungen britischen Bands diente die britische Pop- und Rockmusik der 1960er und 1970er Jahre, vermengt mit Elementen des Madchester, des Shoegazing, aber auch des Alternative Rock, als Inspirationsquelle. Blur, Pulp, The Verve und Oasis beeinflussten so nachhaltig die Rockmusik des ausgehenden Jahrzehnts. 1996 erschien das erste Album der britischen Band Placebo. Sie machten mit ihrer düsteren Mischung aus Britpop und Alternative Rock nachhaltig auf sich aufmerksam. Das Fusionieren und Experimentieren trat erst wieder zum Ende des Jahrzehnts in den Vordergrund durch Interpreten, die Elemente aus der zu dieser Zeit Erfolge feiernden elektronischen Musik adaptierten, wie zum Beispiel Radiohead, Blur oder auch Nine Inch Nails.

### 2000er Jahre

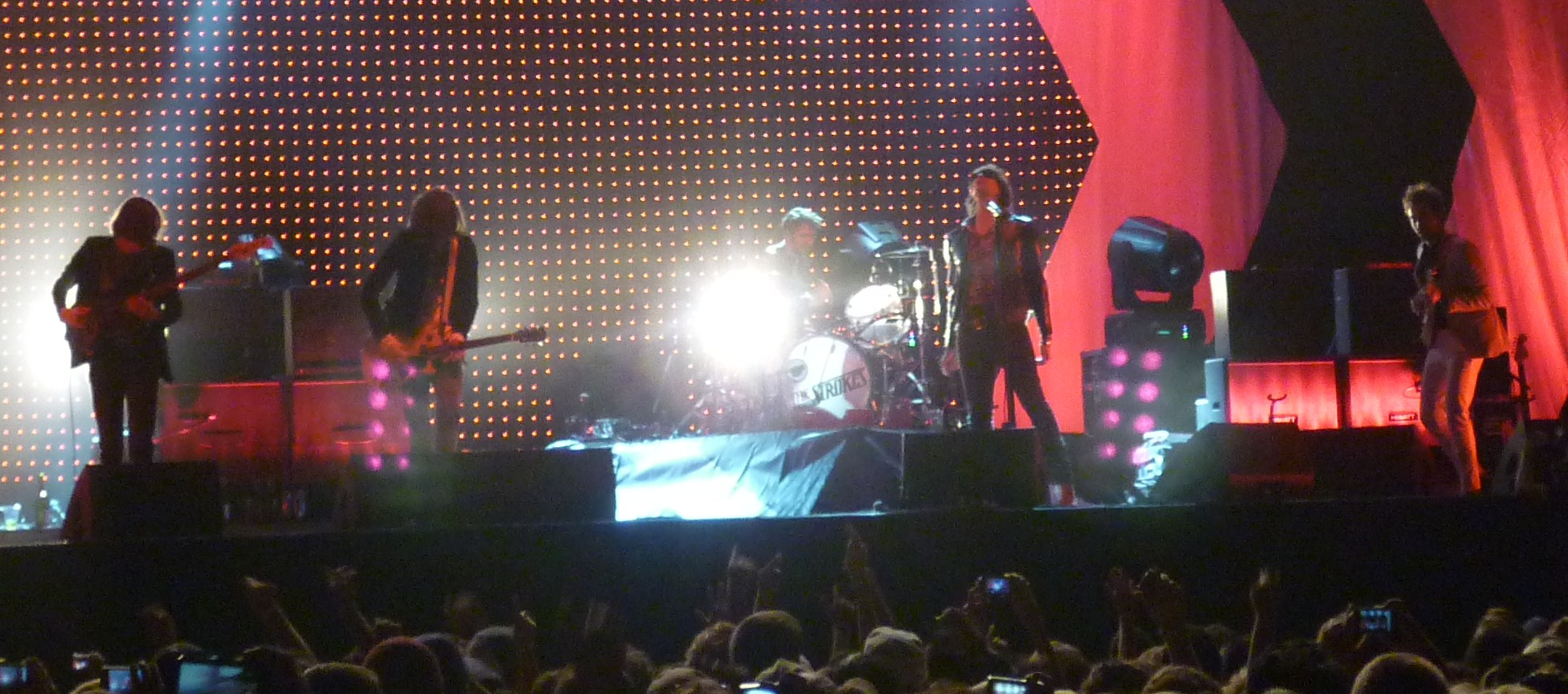
Die Indie-Rock-Band The Strokes

Das neue Jahrtausend wurde durch eine um sich greifende Retrowelle geprägt. Bands wie The Strokes, Kings of Leon, The Subways, Mando Diao, Wolfmother, The White Stripes und Franz Ferdinand griffen auf typische Elemente früherer Jahrzehnte zurück und transportierten sie erneut in die Musikcharts; The Hives und The Libertines stehen auf den Schultern alter Punkgrößen wie Television, und die Bright Eyes weisen große Gemeinsamkeiten mit Bob Dylan auf. Das Punk-Revival der 1990er, insbesondere der Pop-Punk, konnte sich mit Bands wie Blink-182, Sum 41 und Simple Plan noch lange fortsetzen.

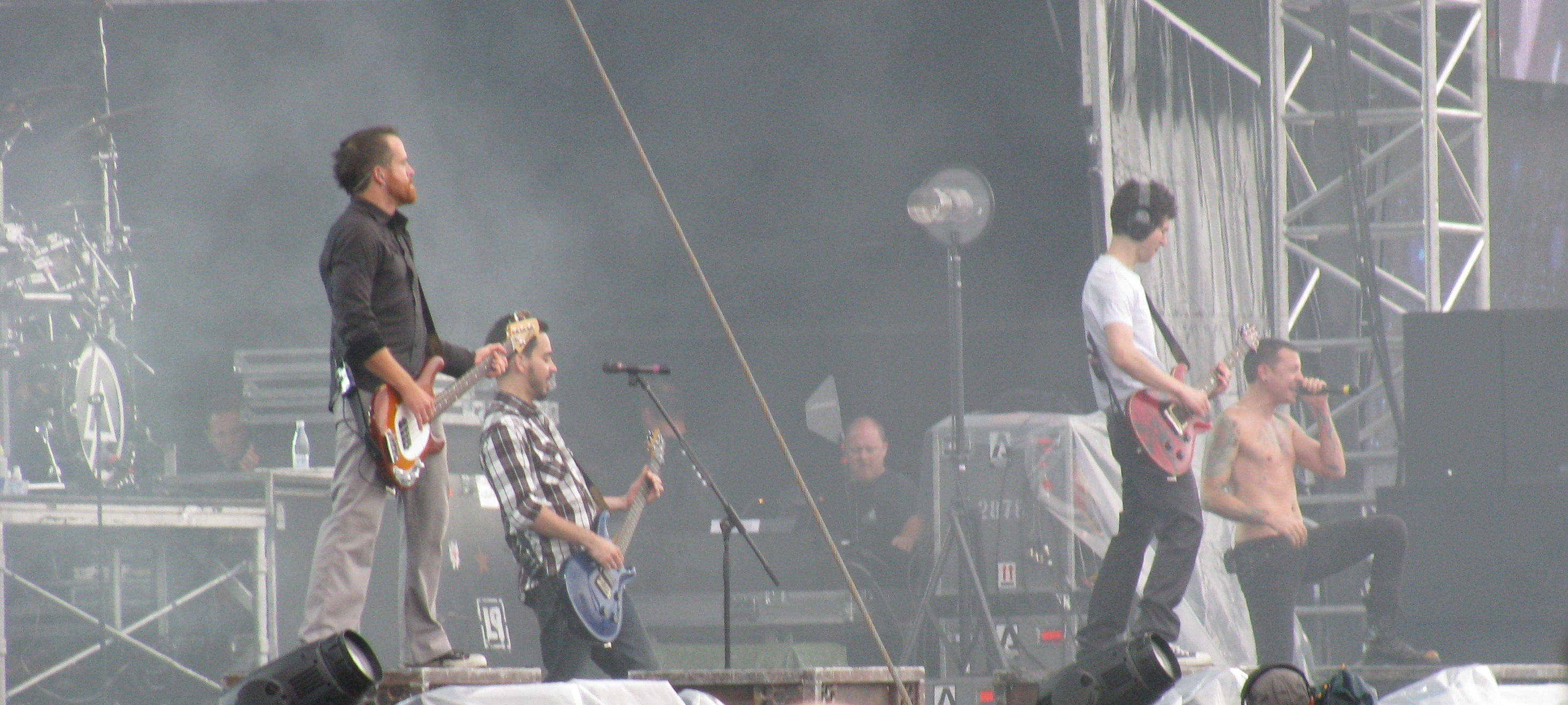
Die Nu-Metal-Band Linkin Park

Zu Beginn des Jahrzehnts machte die Crossover-Band Korn mit der Verbindung von Metal- und Hip-Hop-Elementen auf sich aufmerksam. Zusammen mit Bands wie Linkin Park, Limp Bizkit, System of a Down, Slipknot und Papa Roach, die den Metal stilistisch weiterentwickelten, bildet diese das Genre Nu Metal.

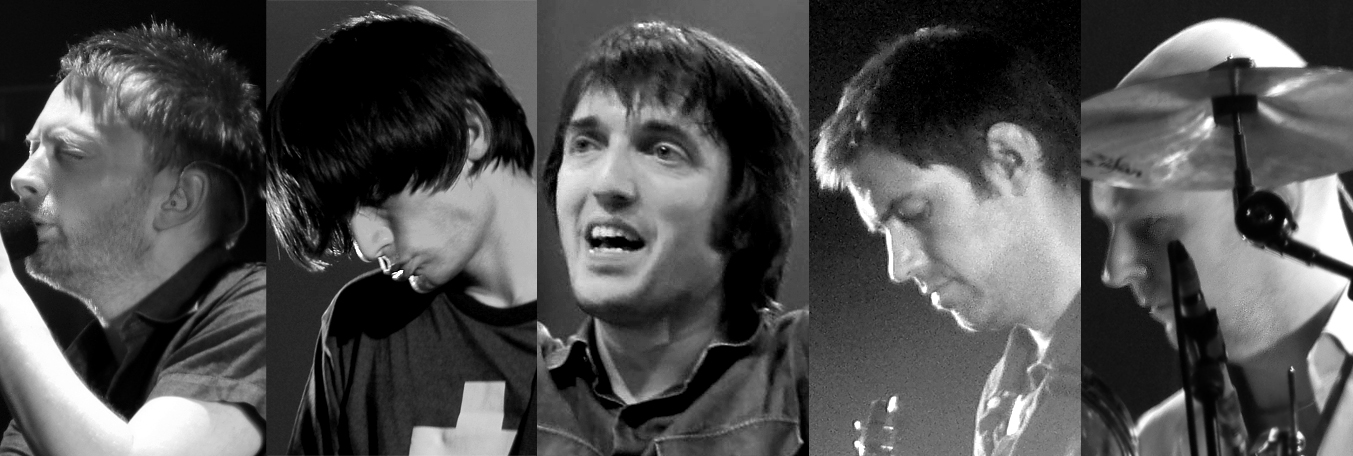
Die Alternative-Rock-Gruppe Radiohead

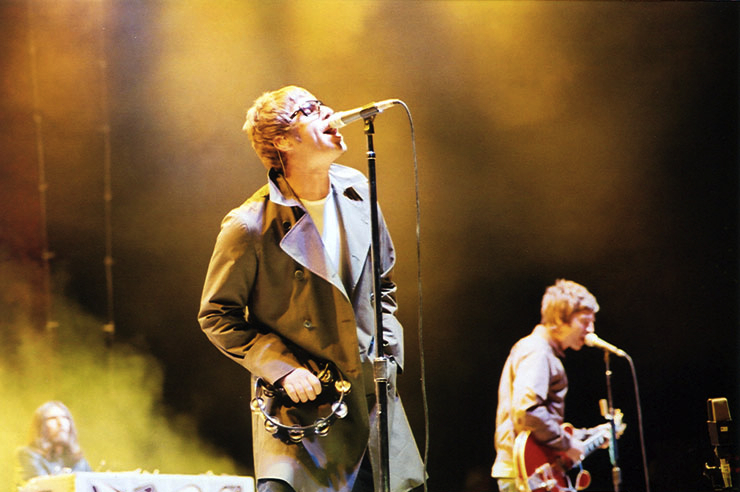
Die Britpop-Band Oasis

In Großbritannien dominierten ab Mitte des Jahrzehnts vor allem Indie-Bands wie Arctic Monkeys, Maxïmo Park, The Fratellis, Bloc Party und The Kooks. Diese Bands stehen klar in der Tradition der britischen Bands der 1990er Jahre. Die „alten“ Bands des Britpop und Alternative Rocks wie z. B. Oasis, Blur und Radiohead, veröffentlichten in den 2000er Jahren ebenfalls erfolgreiche Alben. Die teilweise auch dem Indie zugerechnete Band Arcade Fire belebte indes mit einer großen instrumentalen Breite das Genre des Artrocks. Bands wie Archive oder Animal Collective drangen eher aus elektronischen Genres in die Rockmusik ein. Ebenso konnten Muse mit ihrer Verbindung aus Elektronic, Alternative-, Hard- und Progressive Rock (New Prog) das ganze Jahrzehnt lang große Erfolge verbuchen.
Außerdem konnten Alternative-Rock-Bands, die gelegentlich dem Emo-Genre zugerechnet werden, wie Jimmy Eat World, Billy Talent, Paramore, Bullet for My Valentine, 30 Seconds to Mars, My Chemical Romance oder Panic! at the Disco, Charterfolge verbuchen. Auch mit diesem Genre in Verbindung gebracht wurde die deutsche Pop-Rock-Band Tokio Hotel, die auch international eine der erfolgreichsten deutschen Bands des Jahrzehnts wurde. Im deutschsprachigen Raum verbanden vor allem Bands aus Hamburg wie Kettcar, Tomte und Tocotronic Indie-Rock und Indie-Pop in einer Weiterentwicklung der Hamburger Schule. Auch Pop-Rockbands wie Juli, Silbermond oder Madsen waren ab Mitte der 2000er erfolgreich.
In Skandinavien entwickelte sich ebenfalls eine sehr lebendige Independent-Rock-Szene, die mit Motorpsycho, Turbonegro, Soundtrack of our Lives, Refused, den Hives und Kvelertak einen unkomplizierten Umgang mit dem reichen Erbe pflegten und unverkrampft Einflüsse von Black Metal und Punk bis zu den Beach Boys und den Allmann Brothers verarbeiteten.

### Seit 2010
Schon in den letzten Jahren vor 2010 stieg die Bedeutsamkeit elektronischer Klänge und Synthesizer in der Rockmusik wieder. Elektronische Einflüsse waren so auch in der Entwicklung von Bands zu hören, die wie die Arctic Monkeys oder Franz Ferdinand anfangs (noch) zum Post-Punk-Revival gezählt wurden. Erkennbar wurde sie später auch bei den Strokes. Indie-Rock bewegte sich damit generell vom „Garagencharakter“ hin zu progressiverer Musik. Bands wie Foals, Klaxons oder Vampire Weekend trugen mit ihrer Form des Indie-Rock zu diesem Trend bei. Ebenfalls größerer unmittelbarer Einfluss ist in der neueren Musik bei These New Puritans oder den Wild Beasts zu hören.
Seit Beginn der 2010er Jahre konnte um Bands wie Tame Impala, Temples und Warpaint ein Psychedelic-Rock-Revival beobachtet werden. Auch auf dem 2013 erschienenen Album AM der Arctic Monkeys, das vom New Musical Express als bis dahin bestes Album des Jahrzehnts bezeichnet wurde, findet man Elemente dieses Genres.
2017 wurde Rockmusik in den US-Charts als meistgekauftes Genre abgelöst; Contemporary R&B und Hip-Hop hatten mit 25,1 Prozent den größten Anteil am Konsum, Rock folgte mit 23 Prozent.

## Besetzung einer Rockband
Die Besetzung von Rockgruppen besteht traditionell aus elektrischen und bzw. oder akustischen Gitarren, E-Bass, Schlagzeug und Gesang. Diese Besetzung wird oft durch Klavier und Keyboards wie Hammond-Orgel und Synthesizer ergänzt. Je nach Stilrichtung (z. B. Funk Rock) werden auch Bläser eingesetzt. 